# Bob De Carolis
Robert James „Bob” De Carolis (1952 körül–) 1979 és 1998 között, illetve 2015-ben a Michigan Wolverines munkatársa, 1981 és 1984 között softballedzője, 2002 és 2015 között pedig az Oregon State Beavers atlétikai igazgatója volt.

## Tanulmányai
Alapdiplomáját a Bloomsburg State-en, mesterdiplomáját pedig a UMass Amhersten szerezte, ahol tanulmányai ideje alatt az amerikaifutball- és a softballcsapat önkéntes edzője volt.

## Pályafutása

### Michigan Wolverines
1979 és 1998 között volt a Michigain Wolverines munkatársa. 1980 és 1984 között a softballcsapat edzője volt, összesített eredménye 144–81.

### Oregon State Beavers
1998 és 2002 között az Oregon State Beavers helyettes, majd 2002-től 2015-ig állandó atlétikai igazgatója volt. Regnálása alatt zajlott az egyetem legnagyobb sportadománygyűjtése, amiből kibővült a Reser Stadion. Szerződését 2006-ban öt, 2011-ben pedig újabb négy évvel meghosszabbították. Ugyanezen évben Parkinson-kórt diagnosztizáltak nála, ezért 2015-ben lemondott.

## Díja
2009-ben a Boston College a Harold J. VanderZwaag kiváló öregdiákdíjjal tüntette ki.

## Fordítás
- Ez a szócikk részben vagy egészben  a   Bob De Carolis című angol Wikipédia-szócikk ezen változatának fordításán alapul.  Az eredeti cikk szerkesztőit annak laptörténete sorolja fel. Ez a jelzés csupán a megfogalmazás eredetét és a szerzői jogokat jelzi, nem szolgál a cikkben szereplő információk forrásmegjelöléseként.